# Elie Girard
Elie Girard (* 4. Dezember 1983 in Cholet) ist ein französischer Kameramann und Filmregisseur.

## Leben
Girard wurde in Cholet geboren, wuchs jedoch in Briantes auf, wo seine Eltern ein Computerunternehmen besaßen. Er besuchte das Lycée George-Sand in La Châtre und absolvierte nach Ende der Schulzeit zunächst bis 2003 ein Kurzstudium am Lycée de l’image et du son in Angoulême, das er mit dem Brevet de technicien supérieur (BTS) Audiovisuel (option Image) abschloss. Es folgte bis 2005 die Licence d’études cinématographiques an der Université Paris III im Bereich Geschichte, Ästhetik und Ökonomie des Weltkinos. Im Jahr 2008 schloss Girard sein Masterstudium im Bereich Film an der École Nationale Supérieure Louis Lumière ab.
Bereits während des Studiums hatte Girard verschiedene Kurzfilme als Regisseur umgesetzt und selbst produziert. Er arbeitete parallel als Beleuchter beim Film und war schließlich als Kameraassistent (u. a. beim Film Tomboy) tätig. Ab 2008 war Girard vornehmlich als Kameramann bei Kurzfilmen aktiv, so unter anderem bei Cécile Biclers Kurzfilm Toutes les belles choses, der 2013 auf den Internationalen Filmfestspielen von Venedig für den Premio Orizzonti per il miglior cortometraggi nominiert war. Der Kurzfilm Molii mit Girard als Kameramann gewann auf dem Festival du Court-Métrage de Clermont-Ferrand 2014 den Spezialpreis der Jury im Nationalen Wettbewerb. Mit Arielle Dombasles Alien Crystal Palace setzt Girard 2018 seinen ersten Langfilm als Kameramann um. Im Jahr 2020 war er Kameramann bei 22 Folgen der Fernsehserie 18h30, die aus sechsminütigen Folgen besteht, tätig.
Mit Die Junggesellen veröffentlichte Girard 2020 seinen ersten professionellen Film als Regisseur. Er verfasste zudem das Drehbuch: Bereits 2015 hatte sich Girard ein Jahr lang am Atelier Scénario der La Fémis mit dem Drehbuchschreiben befasst. Der Mittellangfilm um drei Freunde, deren enges Verhältnis durch eine Vaterschaft gestört wird, gewann 2021 den Preis der Presse im Nationalen Wettbewerb des Festival du Court-Métrage de Clermont-Ferrand. Im Jahr 2022 wurde der Film mit dem César in der Kategorie Bester Kurzfilm ausgezeichnet.

## Filmografie (Auswahl)
Wenn nicht anders vermerkt, als Kameramann:
- 2008: Reminiscence (Kurzfilm)
- 2010: Les beaux habits (Kurzfilm)
- 2012: L’Amérique du Sud (Kurzfilm)
- 2013: Lazare (Kurzfilm)
- 2013: Toutes les belles choses (Kurzfilm)
- 2014: Molii (Kurzfilm)
- 2018: Alien Crystal Palace
- 2020: 18h30 (TV-Serie, 22 Folgen)
- 2020: Sébastien Tellier on Paris’ Rooftop (Kurzfilm) – als Regisseur
- 2020: Die Junggesellen (Les mauvais garçons) – als Regisseur und Drehbuchautor

## Auszeichnungen
- 2021: Preis der Presse im Nationalen Wettbewerb, Festival du Court-Métrage de Clermont-Ferrand, für Die Junggesellen
- 2022: César, Bester Kurzfilm, für Die Junggesellen